# Hrabstwo Clayton (Iowa)
Hrabstwo Clayton – hrabstwo położone w USA w stanie Iowa z siedzibą w mieście Elkader. Założone w 1837 roku.

## Miasta
| - Clayton - Edgewood - Elkader - Farmersburg - Garber | - Garnavillo - Guttenberg - Luana - Marquette - McGregor | - Millville - Monona - North Buena Vista - Osterdock | - Postville - St. Olaf - Strawberry Point - Volga |

## Gminy
| - Boardman - Buena Vista - Cass - Clayton - Cox Creek - Elk | - Farmersburg - Garnavillo - Giard - Grand Meadow - Highland - Jefferson | - Lodomillo - Mallory - Marion - Mendon - Millville | - Monona - Read - Sperry - Volga - Wagner |

## Parki Narodowe
- Driftless Area National Wildlife Refuge
- Effigy Mounds National Monument
- Upper Mississippi River National Wildlife and Fish Refuge

## Drogi główne

Znak drogowy

| - U.S. Highway 18 - U.S. Highway 52 - Iowa Highway 3 - Iowa Highway 13 | - Iowa Highway 56 - Iowa Highway 76 - Iowa Highway 128 |

## Sąsiednie hrabstwa
- Hrabstwo Allamakee
- Hrabstwo Crawford
- Hrabstwo Grant
- Hrabstwo Buchanan
- Hrabstwo Delaware
- Hrabstwo Dubuque
- Hrabstwo Fayette
- Hrabstwo Winneshiek